# Tricimba caviventris
Tricimba caviventris är en tvåvingeart som först beskrevs av Günther Enderlein 1911.  Tricimba caviventris ingår i släktet Tricimba och familjen fritflugor. Inga underarter finns listade i Catalogue of Life.